# Anders Wener
Anders Wener, född 30 november 1779, död 13 mars 1859 i Katarina församling, Stockholms stad, var en svensk grosshandlare och politiker.

## Biografi
Anders Wener föddes 1779. Han blev 1798 student vid Uppsala universitet och tillhörde Värmlands nation. Wener arbetade senare som grosshandlare och var riksdagsledamot för borgarståndet i Stockholms stad vid riksdagen 1840–1841. Han avled 1859 i Stockholm.

### Familj
Wener var gift med Anna Maria Sutthoff.